# Велішоара (Балша, Хунедоара)
Велішоара (рум. Vălișoara) — село у повіті Хунедоара в Румунії. Входить до складу комуни Балша.
Село розташоване на відстані 302 км на північний захід від Бухареста, 21 км на північ від Деви, 92 км на південний захід від Клуж-Напоки, 140 км на схід від Тімішоари.

## Населення
За даними перепису населення 2002 року у селі проживали 79 осіб, з них 78 осіб (98,7%) румунів. Рідною мовою 78 осіб (98,7%) назвали румунську.